# Campo de Golf (Tacoronte)
Campo de Golf es una entidad de población perteneciente al municipio de Tacoronte, en la isla de Tenerife —Canarias, España—.

## Toponimia
Toma su nombre del campo de golf del Real Club de Tenerife, ubicado junto al barrio.

## Geografía
Se encuentra en la zona media del municipio, a unos nueve kilómetros del centro municipal. Se halla a una altitud media de 658 m s. n. m.
Posee una plaza pública y una gasolinera, así como la zona recreativa del parque de La Libertad.

## Demografía
| Año        | 2000 | 2005 | 2010 | 2015 | 2020 | 2022 |
| ---------- | ---- | ---- | ---- | ---- | ---- | ---- |
| Habitantes | 407  | 488  | 508  | 490  | 486  | 485  |

## Comunicaciones
Se llega al barrio principalmente a través de la Autopista del Norte TF-5 o de la calle Vereda del Medio.

## Lugares de interés
- Real Club de Golf de Tenerife
- Zona recreativa La Libertad